# Abbaye Saint-Jean de Laon
Pour les articles homonymes, voir Abbaye Saint-Jean.
L'abbaye Saint-Jean de Laon est une abbaye bénédictine fondée à Laon en 641.

## Historique
Sainte Salaberge, sœur de saint Bodon, est une disciple de saint Eustase, deuxième abbé de Luxeuil. Devenue veuve, elle se retire à Laon où, en 641, sous l'épiscopat d'Attilo, elle fonde hors les murs, au sud de la ville, un monastère de femmes qu’elle dote et qu’elle dédie à saint Jean-Baptiste,. Il regroupe bientôt 300 moniales. Salaberge en fait ensuite un monastère double dont elle est la première abbesse.
Un tableau anonyme du XVIIe siècle représente l’arrivée de sainte Salaberge à Laon. Il est conservé au musée d'Art et d'Archéologie de Laon.
Le portail de la chapelle a été classé au titre des monuments historiques en 1911 et l'escalier monumental ainsi que le grenier d'abondance ont été inscrits en 1927.
Actuellement, l'emprise de l'abbaye accueille les services de l'hôtel de préfecture de l'Aisne.

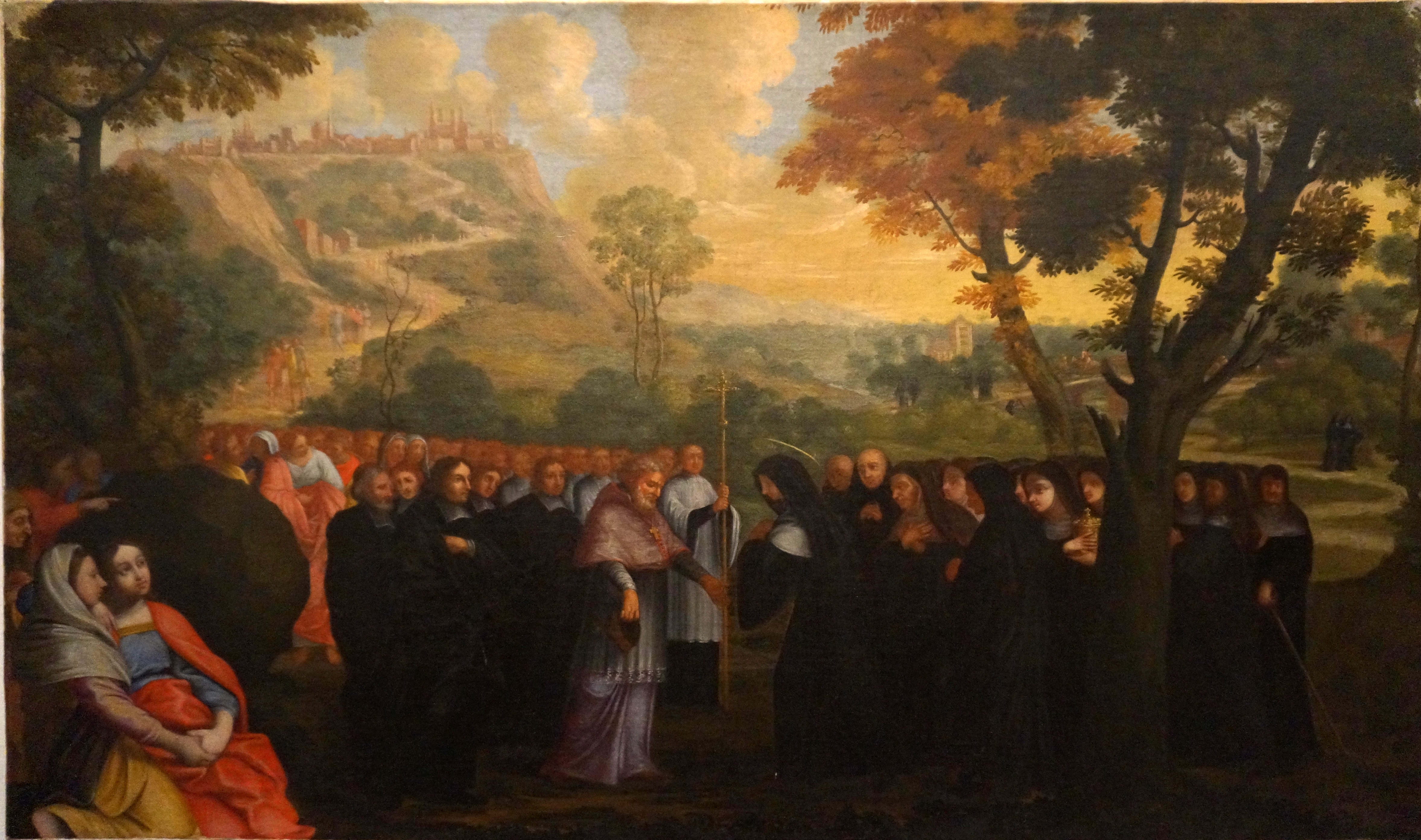
École française du XVIIe siècle, Accueil de Salaberge par l'évêque Attole, musée d'Art et d'Archéologie de Laon.

## Enseignement
Le scriptorium fut très riche et comptait plus de 300 livres, il servit de base aux premiers enseignements de ce qui deviendra l'école de Laon.

## Abbesses
1. 641 : sainte Salaberge.
2. 688 ou 707 : sainte Anstrude de Laon (morte en 688 ou 707), fille de sainte Salaberge d'Alsace et de saint Blandin de Laon[4].

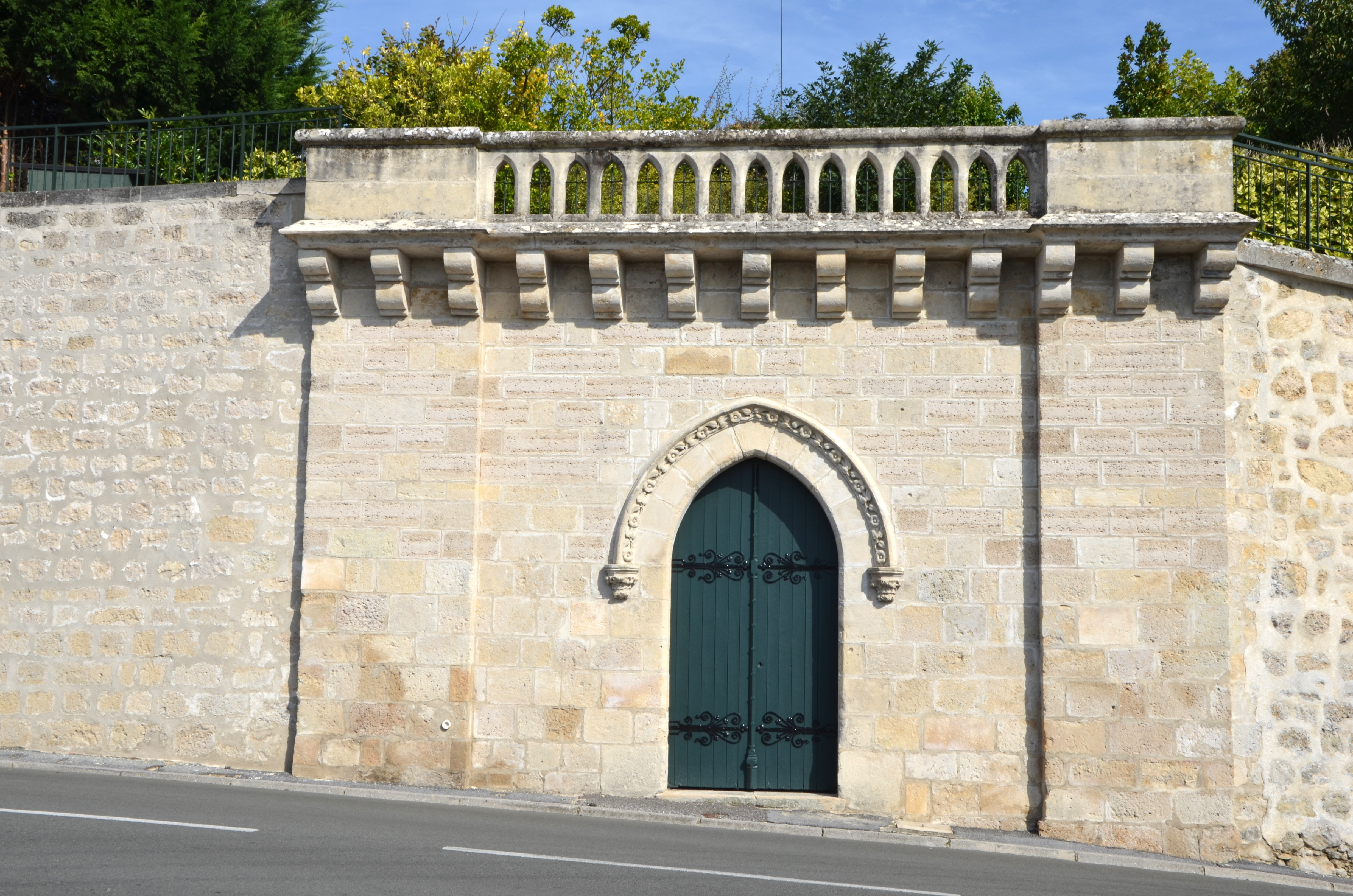
Entrée de l'abbaye.
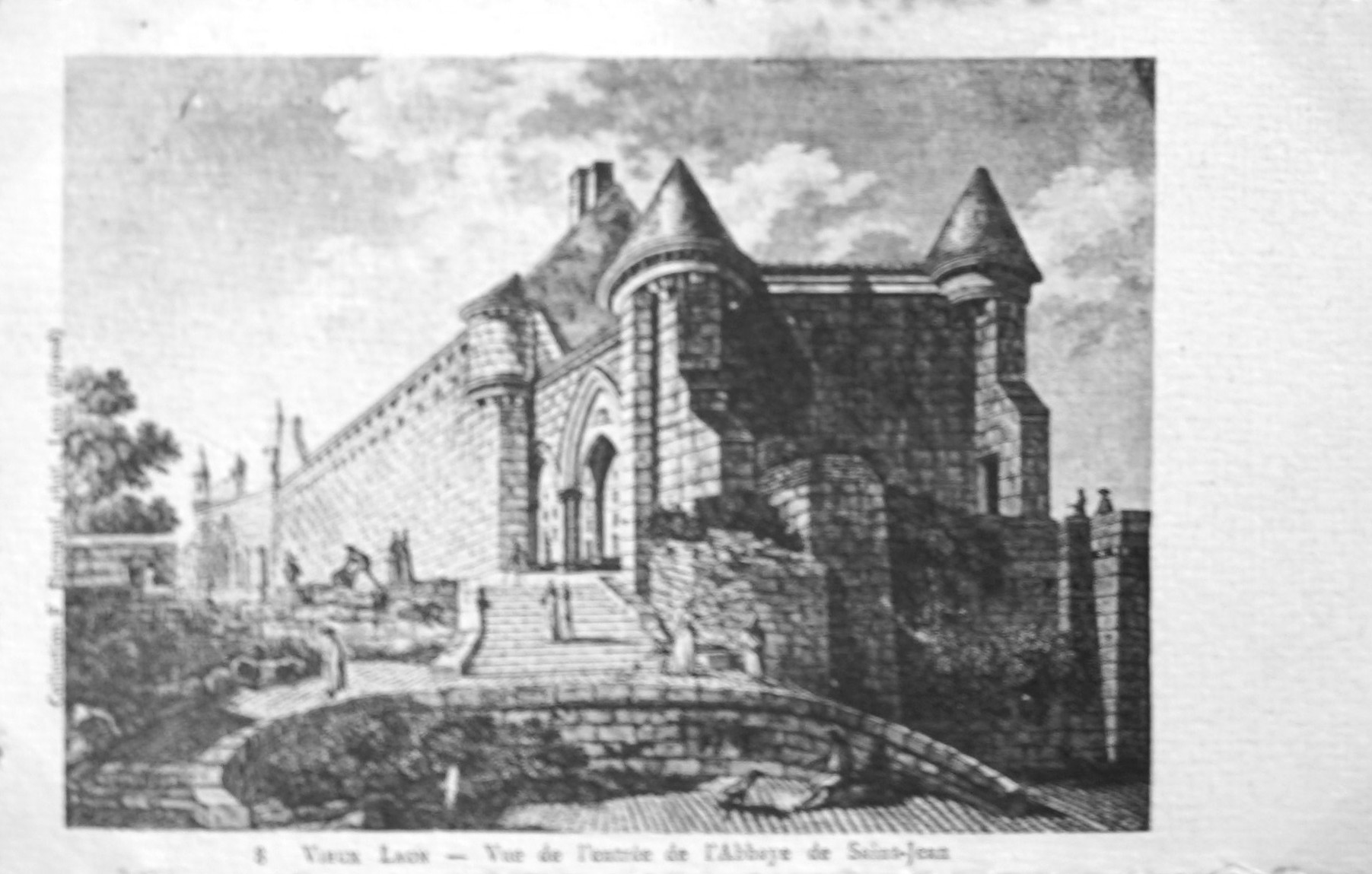
Gravure ancienne.
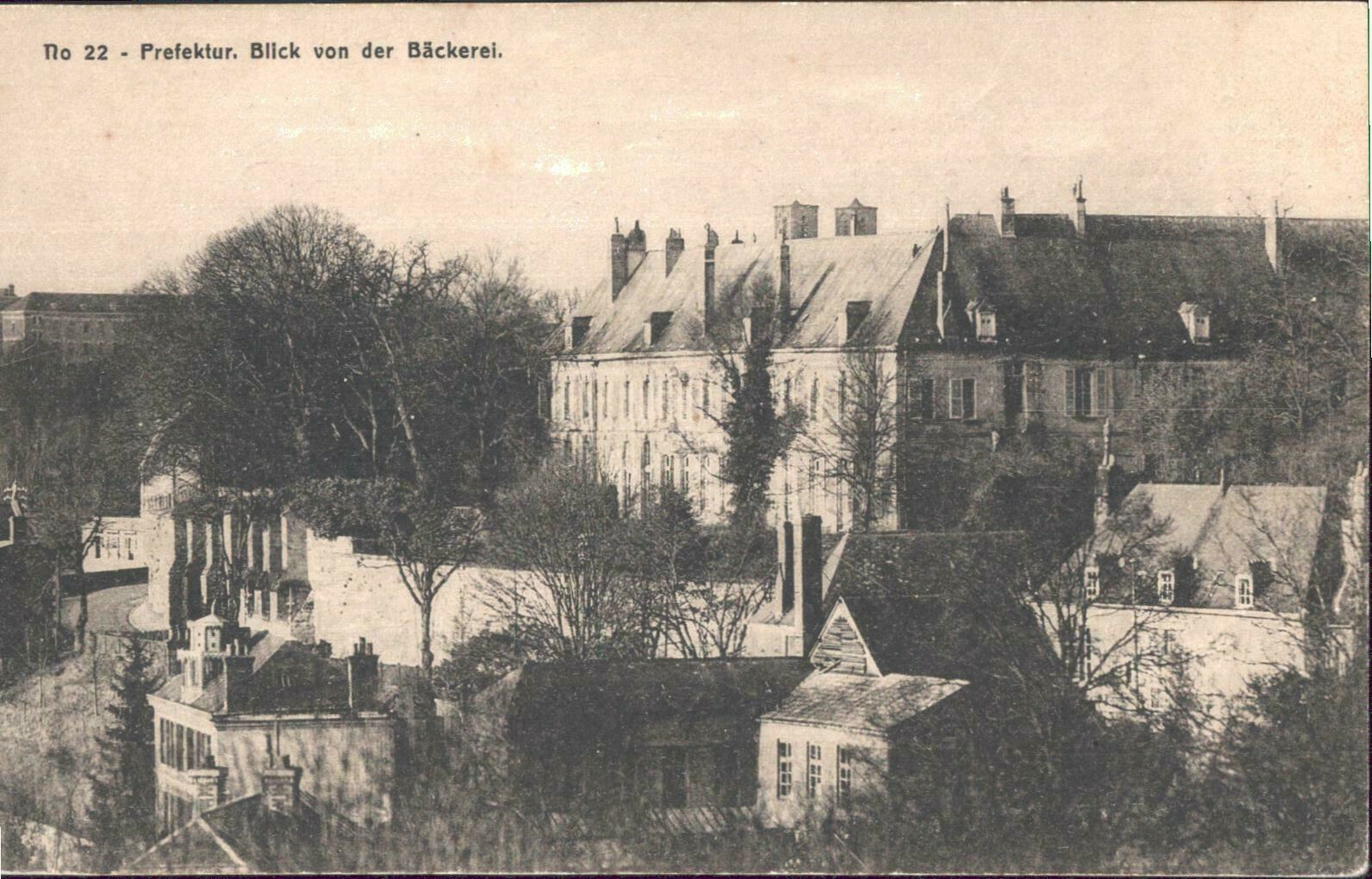
Photographie du début du XXe siècle.
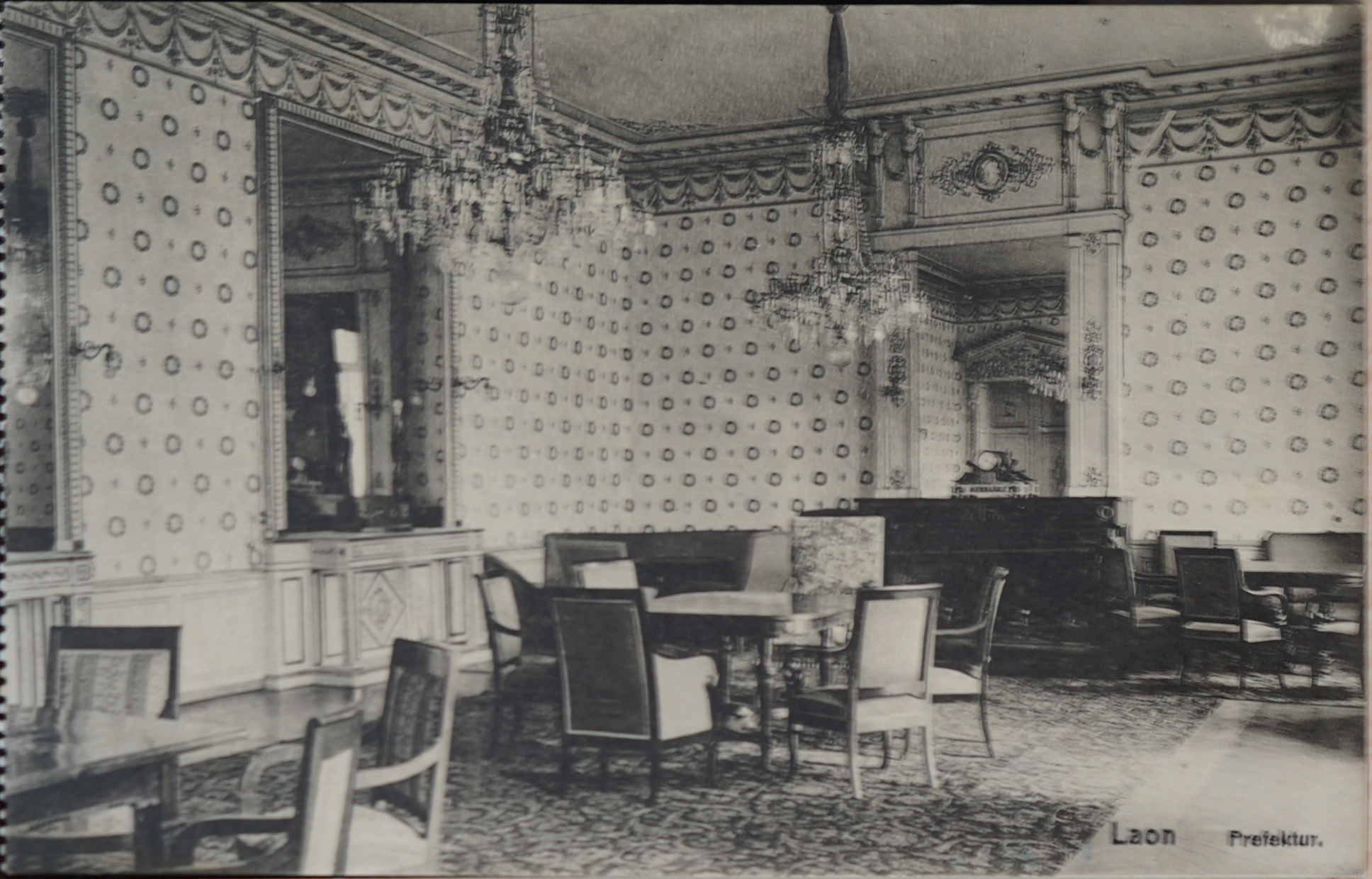
Salon de l'hôtel de préfecture de l'Aisne au début du XXe siècle.